# John Hall den äldre
John Hall den äldre, född 15 februari 1735 i Göteborg, död 2 oktober 1802 i samma stad, var en svensk handelsman.

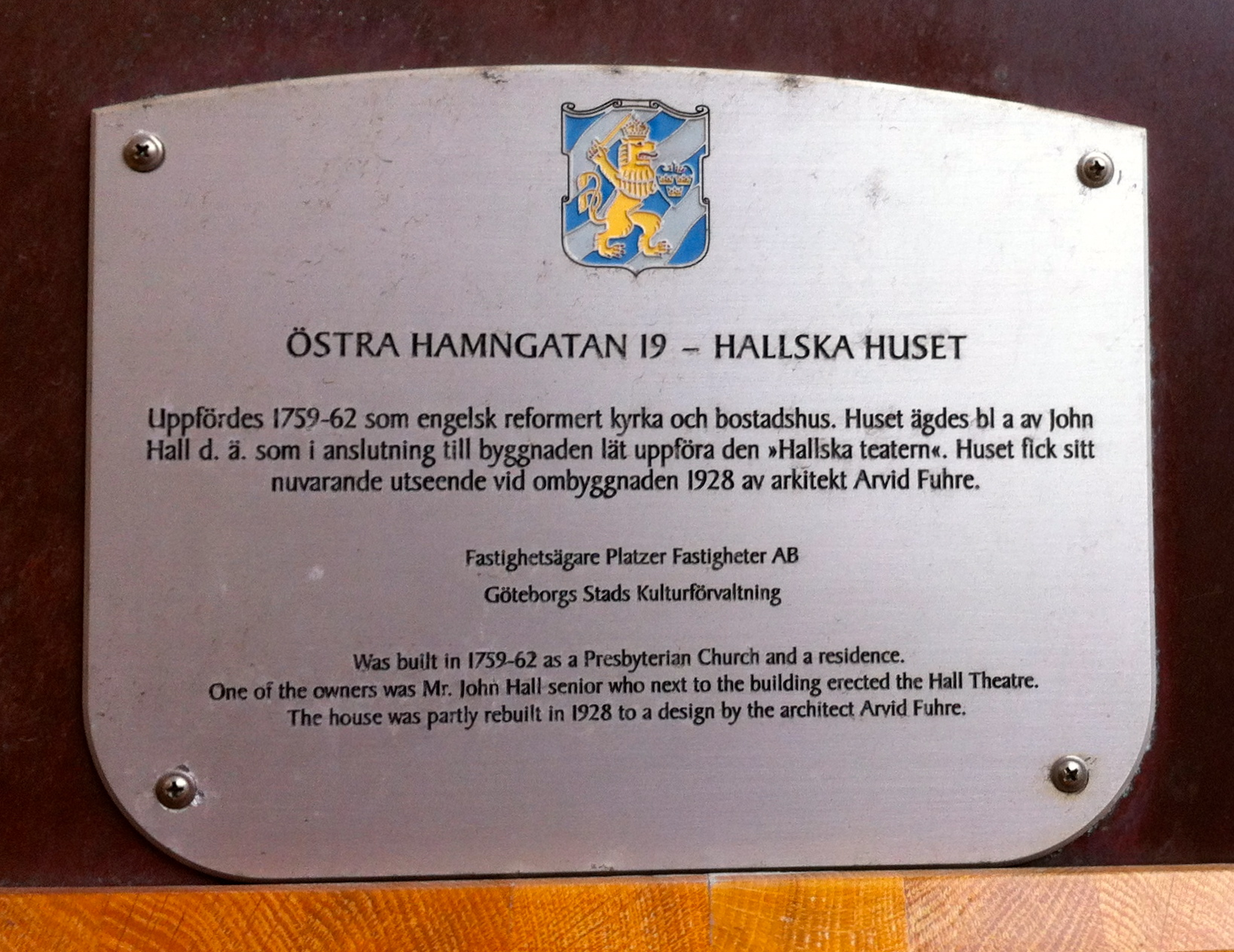
Hallska huset vid Östra Hamngatan 19. Huset byggdes 1759–62 som engelsk reformert kyrka och bostadshus. John Hall den äldre lät i anslutning till huset uppföra den "Hallska teatern".

## Biografi

### Familj
John Hall var son till den brittiske invandraren, handlaren Benjamin Hall (död 1748) och dennes hustru Cornelia Åkesson. Han gifte sig 20 oktober 1765 med Christina Gothén (1749–1825), dotter till superkargören i Ostindiska kompaniet, Anders Gothén och Margareta Elisabet Gadd.
Han var far till John Hall den yngre och Christina (1773–1839), gift med amiral Claes Adam Wachtmeister, som från 1793 till 1810 ägde Lerjeholms säteri (nuvarande Lärjeholms gård) i Angereds församling, Hjällbo.

### Hall & Co.
John Hall var i unga år med och startade firman Robert, John och Benjamin Hall, där bröderna John och Benjamin gick samman med deras kusin Robert. År 1767 grundade Hall tillsammans med skotten Thomas Erskine Hall & Co som främst sysslade med export av stångjärn, trä och tranolja. Företaget ägde även ett antal bruk längs Göta älv, i Värmland och i Bergslagen. Importen bestod bland annat av salt, kol, bly, glas och kolonialvaror. I slutet av 1700-talet var John Hall den ende ägaren och ansågs vara den förmögnaste mannen i Göteborg.
Det framgångsrika handelshuset gick i konkurs under sonens styre den 2 mars 1807.

### Bostäder

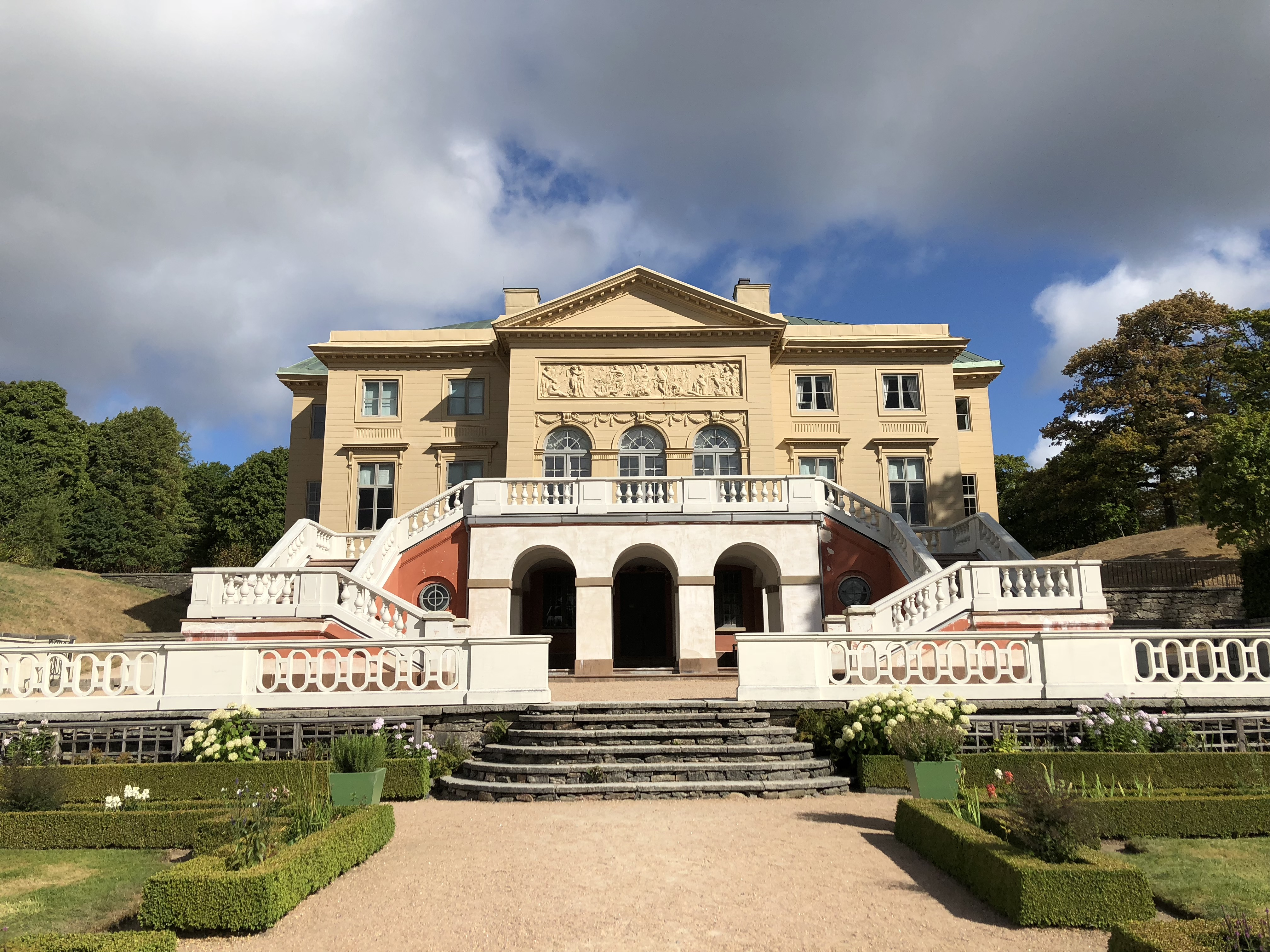
Gunnebo slott, uppfört av John Hall d.ä.

Familjen Hall bodde i hörnet av Sillgatan – nuvarande Postgatan – och Östra Hamngatan 19 i Göteborg. Det var en av stadens mest påkostade privata fastigheter. I huset fanns en av Göteborgs första privata teatersalonger, som dock inte ska förväxlas med Sillgateteatern som låg i närheten. 
John Hall köpte 1778 det lantliga Gunnebo i Fässbergs socken av packhusinspektör Joakim af Ditmer och lär under årens lopp ha lagt ut 38 tunnor guld på egendomen. En tunna guld var 1777 värd 100 000 riksdaler silvermynt. Uppdraget att rita huvudbyggnad, kringliggande trädgårdar samt ekonomibyggnader och lantgård gav John Hall till Göteborgs dåvarande stadsarkitekt, Carl Wilhelm Carlberg. Dennes ritningar till anläggningen finns bevarade än idag och Gunnebo fungerar numera som ett museum över familjen Hall och arkitekten Carlberg. Familjen Hall använde Gunnebo som sitt sommarnöje.
Byggnationen av Gunnebo drog dock ut på tiden och 1794 skrev fru Christina Hall att "Min man är dageligen uti elakt humeur, då kan ni därav döma hur roligt jag har..." När väl Gunnebo stod färdigt författade hon ett brev där hon skriver om maken: "Ja Gubben var så intagen av Gunne Bo, att han tog humeur mot dem, som intet berömde detta stellet."
Den första middagen på Gunnebo hölls den 22 juli 1796 och endast sex år senare var John Hall död.

### De sista åren
1801 besöktes John Hall av konstnären Johan Tobias Sergel som sedan skrev i ett brev; "Sedan var jag hos Hall. Det är en lustig mudde, talar lite, men vi förliktes väl den lilla stund jag drack thévatten med honom."
Britten James Maule besökte Hall sommaren 1800 och skrev då om honom att "Han har även snäst mig ett par gånger, som givit lika mynt igen, ty på annat sätt är han odräglig."
John Halls lik stod på lit de parade i Göteborgs domkyrka när den brann ner den 20 december 1802. Kvarlevorna brann då upp och han har därför ingen egen gravplats.